# Thomas Schadt

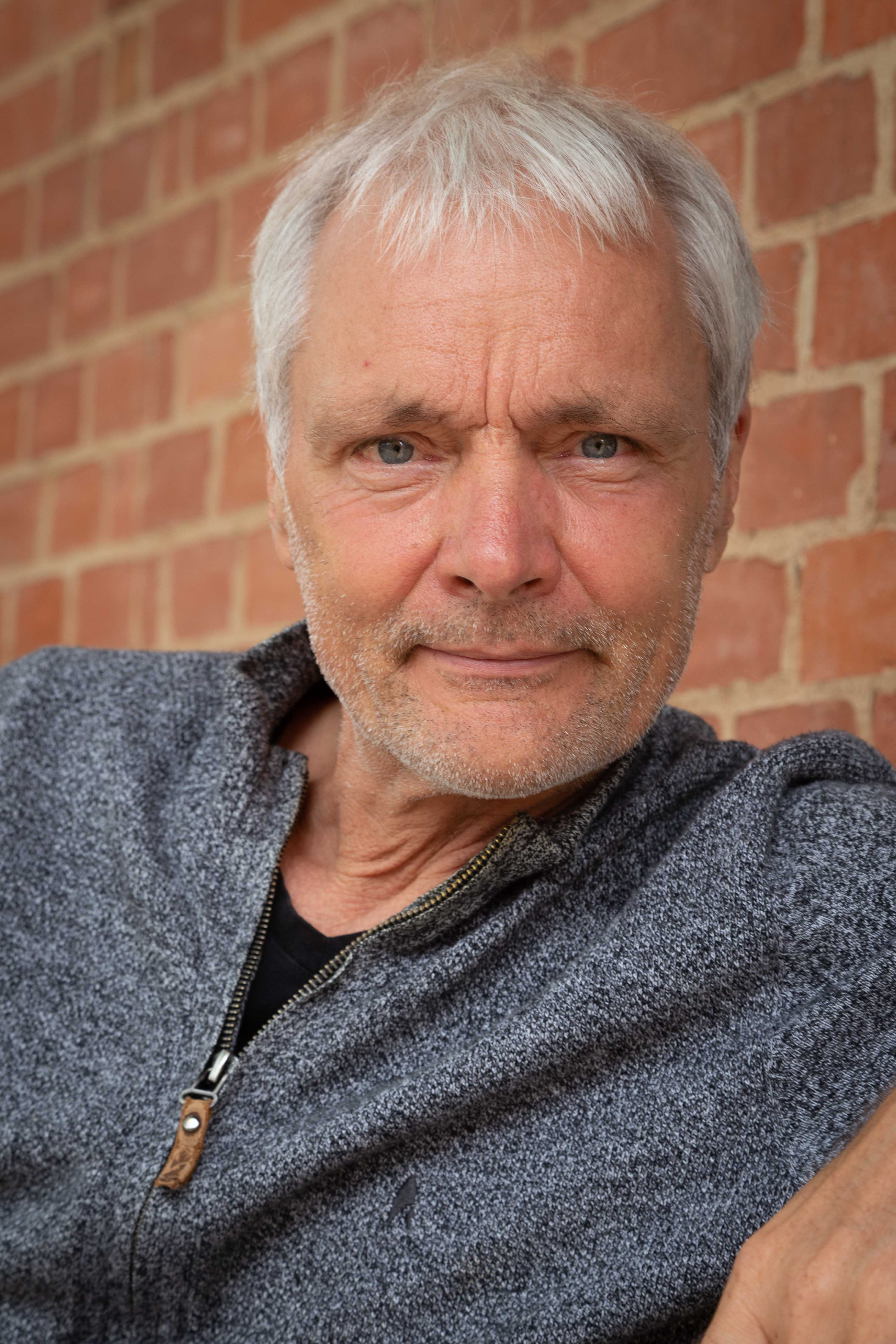
Thomas Schadt 2021

Thomas Schadt (* 31. Januar 1957 in Nürnberg) ist ein deutscher Film- und Theater-Regisseur, Produzent, Kameramann, Autor und Fotograf.

## Leben
Thomas Schadt absolvierte nach dem Abitur eine Fotografenausbildung und arbeitete anschließend als Filmvorführer, Kameraassistent und Theaterfotograf. Von 1980 bis 1983 studierte er an der Deutschen Film- und Fernsehakademie Berlin und etablierte sich als Dokumentarfilmer fürs Fernsehen. 1983 gründete er die Filmproduktionsfirma Odyssee-Film und ist seitdem als Regisseur, Produzent, Fotograf, Kameramann und Buchautor tätig.
Er erhielt für seine Arbeiten zahlreiche Preise, unter anderem den Grimme-Preis 1993 und 1999 (weitere Nominierungen 1994, 1996, 2005 und 2007), den Deutschen Fernsehpreis 1999 sowie den Deutschen Dokumentarfilmpreis 2005 und den Friedrich-Baur-Preis für Film und Medienkunst der Bayerischen Akademie der Schönen Künste 2014.
Neben eigenen Filmarbeiten folgten ab 1991 zahlreiche Lehrtätigkeiten an Filmhochschulen und Universitäten. 2000 wurde er zum Professor im Studienfach Regie/Dokumentarfilm an die Filmakademie Baden-Württemberg berufen und war von 2005 bis 2025 deren Direktor. In dieser Zeit profilierte sich die vielfach preisgekrönte Akademie (u. a. 7 Student Oscars) zu einer der weltweit besten Ausbildungsstätten für Film und Medien.
Von 2000 bis 2004 war er Jurymitglied des Nachwuchspreises First Steps sowie von 2004 bis 2007 beim Deutschen Fernsehpreis. Darüber hinaus ist Thomas Schadt Mitinitiator und Mitbetreuer der SWR Debüt-Reihe „Junger Dokumentarfilm“.
Von 2010 bis 2011 war er Geschäftsführer der Akademie für Darstellende Kunst Baden-Württemberg.
2015/16 war er unter der Intendanz von Nico Hofmann der künstlerische Leiter der Nibelungenfestspiele Worms.
Seit 2005 ist Schadt Mitglied der Europäischen Filmakademie, der Deutschen Filmakademie, seit 2013 der Akademie der Künste Berlin und seit 2017 der Deutschen Akademie der Darstellenden Künste.
2023 übergab er sein Produktionsarchiv in das Archiv der Deutschen Kinemathek Berlin, verbunden mit der Ausstellung „Fokus Fernsehen – Thomas Schadt“.

## Filmografie (Auswahl)
- 1982: Was hab I in Hawaii verloren
- 1983: Für die Ewigkeit – Begegnungen auf dem ehemaligen Reichsparteitagsgelände in Nürnberg
- 1984: Computerfieber
- 1986: Unterwegs nach immer und überall – Eine Deutschlandreise
- 1988: Das Gefühl des Augenblicks – Auf den Spuren des Fotografen Robert Frank
- 1988: Metal Mania oder Flucht in Action (über das Thema Heavy Metal)
- 1989: Thrash-Altenessen – Ein Film aus dem Ruhrgebiet (Dokumentarfilm über die Heavy-Metal-Szene um die Thrash-Metal-Band Kreator in der Stadt Essen)[4]
- 1990: Das Magazin der Bilder – eine Chronik laufender Ereignisse
- 1990: Pavlos Bakojannis – Nachruf auf einen Freund in Griechenland199
- 1991: Der Autobahnkrieg
- 1992: Die Vergessene Stadt – Butte, Montana/USA
- 1993: Elf Freunde müsst ihr sein – Die Fußballprofis des FC Bayern München
- 1994: Im Land des Raben (Kamera)
- 1994: Mordkommission M I/4 – Der Fall Gleser
- 1995: Eiserne Engel – Luftrettung in Deutschland
- 1996: Herr W und Herr W (zusammen mit Gerd Hoffmeister)
- 1997: Wall Street – Ein Film über Geld
- 1997: Manhattan Stories – Sieben Freunde und eine große Stadt (zusammen mit Susanne Kammermeier)
- 1998: Augenzeugen – Die Fotografen Höpker, Lebeck, Moses und Scheler (zusammen mit Rainer Holzemer)
- 1998: Leben ohne Arbeit – Langzeitarbeitslose berichten
- 1998: Der Kandidat – Gerhard Schröder im Wahlkampf '98
- 1999: Hauptstadtzeitung – Zwei Berliner Zeitungen und die Wahl des Bundespräsidenten
- 2000: Demokratie im Schloss – Der Landtag in Schwerin bei der Arbeit (zusammen mit Peter Schmidt)
- 2001: My Way – James Last – Ein Portrait
- 2001: Kanzlerbilder – Szenen vom großen und kleinen Theater der Politik
- 2001: Strasse des ewigen Friedens – Chang An Jie, Peking
- 2002: Berlin: Sinfonie einer Großstadt – Sinfonischer Dokumentarfilm
- 2003: Pausenfilm (zusammen mit Thomas Keller)
- 2004: Amok in der Schule – Die Tat des Robert Steinhäuser (gemeinsam mit Knut Beulich)
- 2004: Carola Stern: Doppelleben (Dokudrama mit Maria Simon als Carola Stern)
- 2004: Das Kanzleramt (Doku-Serie, Produktion / Regie: Mechthild Gassner)
- 2006: Beruf Lehrer (zusammen mit Wilma Pradetto)
- 2009: Der Mann aus der Pfalz  (Dokudrama über Altkanzler Helmut Kohl mit Thomas Thieme)
- 2011: Der Engel Maria (Drehbuch für einen abendfüllenden Spielfilm)
- 2012: Der Autobahnkrieg – 20 Jahre danach (zusammen mit Reiner Holzemer)
- 2013: Richling trifft Richling
- 2014: Der Rücktritt (Dokudrama mit Kai Wiesinger als Christian Wulff)
- 2015: Das Salz in der Suppe (Produktion / Regie: Guido Lukoschek)
- 2015: Fußball – ein Leben: Franz Beckenbauer
- 2020: Das Kino ist tot, es lebe das Kino – ein Dokumentarfilm über die Berlinale
- 2023: Männerbilder – 20 Miniaturen aus Filmen von Thomas Schadt (1982 bis 2000)

## Theaterinszenierung
- 2011: Ich erfand Karl May (im Rahmen der Ludwigsburger Schlossfestspiele mit Thomas Thieme als Karl May)
- 2011: Ruf der Wildnis (Theaterinszenierung an der Akademie für Darstellende Kunst Baden-Württemberg)
- 2013: Sexy Sally (Theaterinszenierung an der Akademie für Darstellende Kunst Baden-Württemberg)
- 2015: Gemetzel (Nibelungenfestspiele Worms, Autor Albert Ostermaier)

## Buchpublikationen
- 1979: Variationen, Eigenverlag
- 1992: Die Vergessene Stadt – Butte, Montana, Klein & Blechinger Verlag, ISBN 3-927658-17-0
- 1999: Zur Lage des Dokumentarfilms als Autorenfilm – Symposium im Hause des Dokumentarfilms in Stuttgart, in Zusammenarbeit mit Christoph Hübner
- 2002: Das Gefühl des Augenblicks – Zur Dramaturgie des Dokumentarfilms, Bastei Lübbe 2002, ISBN 3-404-94014-8
- 2002: Berlin: Sinfonie einer Großstadt, Nicolai Verlag, ISBN 3-87584-185-9
- 2004: Uns wirft nichts mehr um (zusammen mit Carola Stern), Rowohlt Verlag, ISBN 3-498-06380-4
- 2006: Regiebekenntnisse (Co-Herausgeber zusammen mit Beatrice Ottersbach), UVK Verlag
- 2007: Schauspielerbekenntnisse (Co-Herausgeber zusammen mit Beatrice Ottersbach und Nina Haun), UVK Verlag
- 2007: Drehbuchbekenntnisse (Co-Herausgeber zusammen mit Beatrice Ottersbach), UVK Verlag
- 2008: Kamerabekenntnisse (Co-Herausgeber zusammen mit Beatrice Ottersbach), UVK Verlag
- 2009: Schnittkenntnisse (Co-Herausgeber zusammen mit Beatrice Ottersbach), UVK Verlag
- 2009: Filmmusikbekenntnisse (Co-Herausgeber zusammen mit Beatrice Ottersbach), UVK Verlag
- 2010: Filmproduzentenbekenntnisse (Co-Herausgeber zusammen mit Beatrice Ottersbach): Praxis Film, Band 59, Konstanz 2010, UVK Verlag, ISBN 978-3-86764-214-9.
- 2012: Das Gefühl des Augenblicks – Zur Dramaturgie des Dokumentarfilms, 3. überarbeitete und erweiterte Auflage, UVK Verlag,  ISBN 978-3-86764-216-3
- 2013: Filmlehren – Ein undogmatischer Leitfaden für Studierende, (Co-Herausgeber zusammen mit Beatrice Ottersbach), Bertz + Fischer Verlag, ISBN 978-3-86505-220-9.
- 2015: Home, Eigenverlag
- 2017: Das Gefühl des Augenblicks – Zur Dramaturgie des Dokumentarfilms, 4. überarbeitete und erweiterte Auflage, UVK Verlag

## Fotografische Arbeiten
- 1977: 8h37 – 20h42 -Eine Zeitbeschreibung; s/w Fotoserie
- 1979: Die Kamera und Ich; s/w Fotos
- 1979: Variationen; Beschreibung einer Reihenhaussiedlung s/w Fotoserie
- 1979: Anonyme Portraits; s/w Fotoserie
- 1979: Bilder einer deutschen Grossstadt; s/w Fotos
- 1983–85: Deutschland: immer und überall s/w Fotoserie (gefördert von AGFA und LEICA,1985 Renta-Preis für Fotografie, 2023 Ankauf in die Sammlung Deutsches Historisches Museum Berlin, 2025 Teilnahme an der Ausstellung "Die Magie der Straße: Meisterwerke der Street Photography" LEICA Museum Wetzlar)
- 1986: Keep on smiling with the Dummy; s/w Fotoserie
- 1988–96: Under the big sky I-IV; s/w Fotos und Polaroids
- 2004: Reste vom Schäuferle; Polaroids
- 2010: Everywhere and Nowhere I; Farbfototableau
- 2013: Dead End Butte; Farbfototableau
- 2015: Everywhere and Nowhere II; Farbfototableau
- 2015: Home; Farbfotoserie
- 2024: "On the Table"; Farbfototableau
- 2024: "On the Floor"; Farbfototableau
- 2024: "Stimmen des Volkes; Farbfototableau
- 2024: "Time Square Reloaded"; Farbfototableau
- 2025: "15 Novi Sad"; Farbfototableau

## Einzelausstellungen
- 1986: Keep on smiling with the Dummy (Galerie Beck, Erlangen)
- 1992: Die Vergessene Stadt – Butte, Montana (Städtische Galerie Erlangen, Erlangen)
- 2002: Berlin: Sinfonie einer Großstadt (Deutsche Kinemathek, Berlin)
- 2004: Reste vom Schäufele (Kienzle & Gmeiner Gallery / Kienzle Artfoundation, Berlin)
- 2023: Fokus Fernsehen – Thomas Schadt (Deutsche Kinemathek, Berlin)
- 2025: Zwischenheimat (Ludwigsburg Museum und Kunstverein Ludwigsburg)